# Constant física
En ciència, una constant física és una magnitud física que té un valor numèric fix, que no canvia a mesura que passa el temps. Això contrasta amb les constants matemàtiques, que són nombres que no estan directament implicats en la mesura de magnituds físiques. Les constants físiques poden ser adimensionals, és a dir, nombres en el seu sentit estricte, però en la majoria d'ocasions les constants, en física, s'expressen com un nombre lligat a unes dimensions.
Hi ha moltes constants físiques, algunes de les més famoses són: la constant de Planck, la constant gravitacional i la constant d'Avogadro, (més coneguda com a nombre d'Avogadro). Les constants prenen moltes formes: la longitud de Planck representa una distància física fonamental; la velocitat de la llum en el buit significa el límit màxim de velocitat a l'Univers i la constant α, o constant d'estructura fina, caracteritza la interacció entre els electrons i els fotons i és adimensional.
Paul Adrien Maurice Dirac, el 1937 va ser el primer que va especular amb el fet que certes constants poden haver disminuït de valor amb el temps. Les cotes màximes de variació anual resulten, en qualsevol cas, molt petites, sent de 10-5 per a l'estructura fina i 10-11 per a la constant de gravitació. Fins avui no hi ha cap conclusió definitiva en aquest aspecte, car les proves que es presenten d'aquest fet estan dins els límits estadístics de les mesures.
Les constants físiques són les següents:
| Nom | Símbol    | Valor                                                     | Origen                                                |
| --- | --------- | --------------------------------------------------------- | ----------------------------------------------------- |
| Constants universals |           |                                                           |                                                       |
| Velocitat de la llum en el buit | c         | ≡ 299.792.458 m/s                                         | per definició                                         |
| Permeabilitat del buit | μ0        | ≡ 4π×10-7 kg·m/A²s² (o H/m)                               | per definició                                         |
| Permitivitat del buit | ε0        | = 1/35950207149·π F/m ≈ 8,85418781762039×10-12 A²s⁴/kg·m³ | ≡ 1/μ0c²                                              |
| Impedància característica del buit | Z0        | = 119,9169832·π Ω ≈ 376,73031346177068 kg·m²/A²s³         | ≡ μ0c                                                 |
| Constant de Planck | ℎ         | = 6,62607015×10-34 kg·m²/s                                | ≡ 4/KJ²RK                                             |
| Massa de Planck | mp        | ≈ 2,17645(16)×10-8 kg                                     | ≡ (ℎc/2πG)1/2                                         |
| Longitud de Planck | lp        | ≈ 1,61624(12)×10-35 m                                     | ≡ (ℎG/2πc³)1/2                                        |
| Temps de Planck | tp        | ≈ 5,39121(40)×10-44 s                                     | ≡ (ℎG/2πc⁵)1/2                                        |
| Temperatura de Planck | Tp        | ≈ 1,416785(71)×10³² K                                     | ≡ (ℎc⁵/2πGkB²)1/2                                     |
| Electromagnetisme |           |                                                           |                                                       |
| Constant de Coulomb | κ         | = 8.987.551.787,3681764 N/F                               | ≡ 1/4πε0 = c² × 10-7 H/m                              |
| Càrrega de l'electró | e         | = 1,602 176 634×10-19 C                                   | ≡ 2/KJRK                                              |
| Gravitació |           |                                                           |                                                       |
| Constant universal de la gravitació | G         | ≈ 6,671 91(99)×10-11 m³/kg·s²                             | a partir de mesures                                   |
| Acceleració de la gravetat a nivell del mar | g0        | ≡ 9,806 65 m/s²                                           | convenció                                             |
| Constants físicoquímiques |           |                                                           |                                                       |
| Temperatura del punt triple de l'aigua | T0        | ≡ 273,16 K                                                | definició                                             |
| Pressió atmosfèrica estàndard | atm       | ≡ 101.325 Pa                                              | convenció                                             |
| Constant dels gasos ideals | R o R0    | ≈ 8,314 462 618 153 24 J/K·mol                            | = NAkB                                                |
| Volum molar d'un gas ideal, p = 1 atm, θ = 0 °C                                                                                                   | V0        | ≈ 22,413 996(39) l/mol                                    | = Rθ/p                                                |
| Nombre d'Avogadro | NA o L    | ≈ 6,022 140 76×1023 mol-1                                 | per definició                                         |
| Unitat de massa atòmica | amu o uma | ≈ 1,660 538 86(28)×10-27 kg                               | 1/12 de la massa d'un àtom de 12C en estat fonamental |
| Constant de Boltzmann | k o kB    | ≈ 1,380 649×10-23 J/K                                     | = R/NA                                                |
| Constant de Stefan-Boltzmann | σ         | ≈ 5,670 400(40)×10-8 W/m²K⁴                               | ≡ 2π⁵kB⁴/15ℎ³c²                                       |
| Constant de Wien (llei de Wien) | b o σw    | ≈ 2,897 768 5(51)×10-3 m·K                                |                                                       |
| Constant de Loschmidt | NL        | ≈ 2,686 777 3(47)×1025 m-3                                | ≡ NA/V0                                               |
| Constants àtomiques i nuclears |           |                                                           |                                                       |
| Constant d'estructura fina | α         | ≈ 7,297 352 568(24)×10-3 ≈ 1/137,035 999 11(46)           | ≡ e²μ0c/2ℎ = μ0c/2RK                                  |
| Constant de Rydberg | R∞        | ≈ 1,097 373 156 852 5(73)×107 m-1                         | ≡ meα²c/2ℎ ≡ α²/2λC                                   |
| Energia de Hartree | EH        | ≈ 4,359 744 17(75)×10-18 J                                | ≡ 2R∞ℎc                                               |
| Quàntum de conductància | G0        | ≈ 7,748 091 733(26)×10-5 S                                | ≡ 2/RK                                                |
| Quàntum de flux magnètic | Φ0        | ≈ 2,067 833 72(18)×10-15 Wb                               | ≡ 1/KJ                                                |
| Radi de Bohr | a0        | ≈ 5,291 772 108(18)×10-11 m                               | ≡ ℎ/2πmecα ≡ (λC/2π)/α                                |
| Longitud d'ona de Compton per a l'electró | λC        | ≈ 2,4263×10-12 m                                          | ≡ ℎ/me c                                              |
| Radi clàssic de l'electró; Radi de Compton | re        | ≈ 2,817 940 325(28)×10-15 m                               | ≡ e²/4πε0mec² ≡ (λC/2π)×α                             |
| Magnetó de Bohr | μB        | ≈ 9,274 009 49(80)×10-24 A·m²                             | ≡ KJℎ²/8πme                                           |
| Magnetó nuclear | μN        | ≈ 5,050 783 43(43)×10-27 A·m²                             | ≡ KJℎ²/8πmp                                           |
| Massa del protó | mp        | ≈ 1,672 621 71(29)×10-27 kg                               | mesurat                                               |
| Massa del neutró | mn        | ≈ 1,674 927 28(29)×10-27 kg                               | mesurat                                               |
| Massa de l'electró | me        | ≈ 9,109 382 6(16)×10-31 kg                                | mesurat                                               |
| Nota: El nombre entre parèntesis representa la incertesa de les darreres xifres. Per exemple: 6,673(10)×10-11 significa 6,673×10-11 ± 0,010×10-11 |           |                                                           |                                                       |